# Junkers A 50
O Junkers A 50 foi uma aeronave desportiva alemã dos anos 30, também conhecida por A 50 Junior, produzida pela Junkers. Bateu vários recordes, o que validou a sua viabilidade e design.